# André Hofschneider
André Hofschneider (Berlino, 10 giugno 1970) è un allenatore di calcio ed ex calciatore tedesco, di ruolo centrocampista, tecnico delle giovanili dell'Union Berlino.

## Palmarès

### Giocatore

#### Competizioni nazionali
- Campionato tedesco di seconda divisione: 2

Bochum: 1994-1995
Arminia Bielefeld: 1998-1999